# Invincible (álbum de Michael Jackson)
Invincible es el décimo y último álbum de estudio del cantante estadounidense Michael Jackson. Fue lanzado el 30 de octubre de 2001 por Epic Records. Fue el sexto álbum de estudio de Jackson lanzado a través de Epic, y el último lanzado antes de su muerte en 2009. El álbum cuenta con apariciones de Carlos Santana, The Notorious B.I.G. y Slash. Incorpora R&B, pop y soul, y de manera similar al material anterior de Jackson, el álbum explora temas como el amor, el romance, el aislamiento, la crítica de los medios y los problemas sociales.
La creación del álbum fue costosa y laboriosa. Jackson comenzó la producción multigénero en 1997 y no terminó hasta ocho semanas antes del lanzamiento del álbum en octubre de 2001. Se informó que costó $ 30 millones de dólares hacer el álbum, lo que lo convierte en el álbum más caro jamás hecho. No hubo una gira de conciertos para promocionar Invencible; Jackson se negó a hacer una gira, que se suma a la ya creciente brecha entre él y Sony Music Entertainment. Tras la decisión de Sony de poner fin abruptamente a la promoción del álbum, Jackson hizo acusaciones en julio de 2002 de que Tommy Mottola era un "diablo" y un "racista" que no apoyaba a sus artistas afroamericanos, sino que los usaba para beneficio personal.
Invincible debutó en el número uno en el Billboard 200 y en otros diez países del mundo. El álbum fue certificado doble platino en enero de 2002 por la Recording Industry Association of America (RIAA) y ha vendido más de 8 millones de copias en todo el mundo. El primer sencillo del álbum, "You Rock My World", alcanzó el puesto número diez en el Billboard Hot 100 y fue nominado a mejor interpretación vocal pop masculina en los Premios Grammy de 2002. El álbum generó dos sencillos más, "Cry" y "Butterflies", así como el sencillo promocional "Speechless".
Invincible recibió críticas mixtas de los críticos de música, y se convirtió en su álbum más ridiculizado por la crítica. Las críticas retrospectivas han sido más positivas, y el álbum ha sido acreditado como presentando ejemplos tempranos de dubstep. En 2009, fue votado por los lectores online de Billboard como el mejor álbum de la década.

## Antecedentes
Durante el tiempo de Jackson como miembro de The Jackson 5, con frecuencia escribió material para el grupo y comenzó a trabajar en proyectos como solista, lo que finalmente llevó a la grabación de sus propios álbumes de estudio, especialmente Thriller (1982), Bad (1987) y Dangerous (1991). Thriller, que todavía ocupa su lugar como el álbum más vendido de todos los tiempos, a menudo nubla otros proyectos de Jackson. Antes del lanzamiento de Invincible, Jackson no había lanzado ningún material nuevo desde Blood on the Dance Floor: HIStory in the Mix en 1997, debido a que estaba decepcionado con lo que pasó con este último, ya que tuvo poca promoción y no se sabía si era un álbum 100% nuevo o un recopilatorio de remixes de su álbum de 1995 HIStory: Past, Present and Future, Book I. Invincible fue así visto como "el regreso de la carrera de Jackson" en el año 2001.
El 18 de octubre de 1997, las grabaciones para el álbum habían comenzado, es decir, tan sólo 3 días después de haber finalizado el HIStory World Tour, entre los años 1999 y 2000 Michael y Rodney Jerkins trabajaron juntos en canciones destinadas al álbum. Se dice también que Michael era muy atento con todo: los instrumentos, las mezclas, el ritmo, las frecuencias, etc. Él siempre tomó su lugar como técnico y un perfeccionista.
El álbum estaba planeado para ser publicado el 9 de noviembre de 1999, sin embargo, en varias ocasiones fue retrasado a peticiones del mismo Michael, pues en una entrevista admitió que estaba poniendo todo su corazón y alma en el álbum ya que no estaba seguro si iba a continuar haciendo más álbumes. Finalmente, el álbum fue lanzado el 30 de octubre de 2001 a nivel mundial.

## Promoción y sencillos
Se informó que el álbum tenía un presupuesto de 25 millones de dólares reservados para su promoción. Sin embargo, a pesar de esto y debido a los conflictos entre Jackson y Sony Music, poco se hizo para promocionar el álbum. El álbum lanzó tres sencillos, aunque recibieron lanzamientos limitados.
El primer sencillo "You Rock My World" fue lanzado por Sony Music el 22 de agosto de 2001, Jackson se encontró molesto por esto, ya que él quería que fuese como primer sencillo la canción "Unbreakable", pero Sony no respetó su palabra, y acabó por ser "You Rock My World" el primer sencillo y vídeo para promocionar el álbum. Alcanzó el puesto número 10 en el Billboard Hot 100. A nivel internacional, donde se lanzó como un sencillo comercial, tuvo más éxito, alcanzando el número uno en Francia, el número dos en Noruega, Finlandia, Dinamarca, Bélgica y el Reino Unido, el número tres en Italia, el número cuatro en Australia y cinco en Suecia y Suiza.
Después, en diciembre de 2001, se lanzó el segundo sencillo del álbum, "Cry", dónde Michael ya estaba definitivamente molesto con Sony, pues éste, le dio poco presupuesto a Michael para la grabación del videoclip, por lo que él mismo rechazó su participación en dicho vídeo. Es por eso que en el vídeo musical, sólo podemos apreciar a varias personas tomándose de la mano, y formando una larga cadena humana por el mundo.
Para febrero de 2002, salió el último sencillo del álbum, "Butterflies", canción que fue promocionada en todas las radios de Estados Unidos. Debido a los problemas que Michael tenía con Sony, no se realizó el video musical que se tenía previsto para esta canción.

## Lista de canciones
| N.º | Título                                                             | Escritor(es) | Productor(es)                                                     | Duración |  |
| 1.  | «Unbreakable» (con The Notorious B.I.G.) (coros de Brandy Norwood) | Michael Jackson, Rodney Jerkins, Fred Jerkins III, LaShawn Daniels, Nora Payne, Robert Smith, Christopher Wallace (letras de rap) | Michael Jackson, Rodney Jerkins                                   | 6:25     |  |
| 2.  | «Heartbreaker» (con Fats)                                          | Michael Jackson, Rodney Jerkins, Fred Jerkins III, LaShawn Daniels, Mischke Butler, Norman Gregg                                  | Michael Jackson, Rodney Jerkins                                   | 5:10     |  |
| 3.  | «Invincible» (con Fats)                                            | Michael Jackson, Rodney Jerkins, Fred Jerkins III, LaShawn Daniels, Norman Gregg                                                  | Michael Jackson, Rodney Jerkins                                   | 4:45     |  |
| 4.  | «Break of Dawn»                                                    | Michael Jackson, Elliot "Dr. Freeze" Straite                                                                                      | Michael Jackson, Dr. Freeze                                       | 5:32     |  |
| 5.  | «Heaven Can Wait»                                                  | Michael Jackson, Teddy Riley, Andreao "Fanatic" Heard, Nate Smith, Teron Beal, Eritza Laues, Kenny Quiller                        | Michael Jackson, Teddy Riley, Andreao "Fanatic" Heard, Nate Smith | 4:49     |  |
| 6.  | «You Rock My World»                                                | Michael Jackson, Rodney Jerkins, Fred Jerkins III, LaShawn Daniels, Nora Payne                                                    | Michael Jackson, Rodney Jerkins                                   | 5:39     |  |
| 7.  | «Butterflies»                                                      | Andre Harris, Marsha Ambrosius | Michael Jackson, Andre Harris                                     | 4:40     |  |
| 8.  | «Speechless»                                                       | Michael Jackson | Michael Jackson                                                   | 3:18     |  |
| 9.  | «2000 Watts»                                                       | Michael Jackson, Teddy Riley, Tyrese Gibson, JaRon Henson                                                                         | Michael Jackson, Teddy Riley                                      | 4:24     |  |
| 10. | «You Are My Life»                                                  | Michael Jackson, Kenneth "Babyface" Edmonds, Carole Bayer Sager, John McClain                                                     | Michael Jackson, Babyface                                         | 4:33     |  |
| 11. | «Privacy» (guitarra solista de Slash)                              | Michael Jackson, Rodney Jerkins, Fred Jerkins III, LaShawn Daniels, Bernard Belle                                                 | Michael Jackson, Rodney Jerkins                                   | 5:05     |  |
| 12. | «Don't Walk Away»                                                  | Michael Jackson, Teddy Riley, Richard Carlton Stites, Reed Vertelney                                                              | Michael Jackson, Teddy Riley, Richard Carlton Stites              | 4:25     |  |
| 13. | «Cry»                                                              | R. Kelly | Michael Jackson, R. Kelly                                         | 5:01     |  |
| 14. | «The Lost Children»                                                | Michael Jackson | Michael Jackson                                                   | 4:00     |  |
| 15. | «Whatever Happens» (guitarra por Carlos Santana)                   | Michael Jackson, Teddy Riley, Gil Cang, Jasmine Quay, Geoffrey Williams                                                           | Michael Jackson, Teddy Riley                                      | 4:56     |  |
| 16. | «Threatened» (contiene fragmentos de Rod Serling)                  | Michael Jackson, Rodney Jerkins, Fred Jerkins III, LaShawn Daniels                                                                | Michael Jackson, Rodney Jerkins                                   | 4:19     |  |

## Lista de posiciones
| Listas (2001–02)                    | Posiciones |
| ----------------------------------- | ---------- |
| Australia (ARIA)                    | 1          |
| Austria (Ö3 Austria)                | 2          |
| Bélgica (Ultratop flamenca)         | 2          |
| Bélgica (Ultratop valona)           | 1          |
| Canadian Album (Billboard)          | 3          |
| Dinamarca (Hitlisten)               | 1          |
| Finlandia (Suomen Virallinen Lista) | 7          |
| Francia (SNEP)                      | 1          |
| Alemania (Offizielle Top 100)       | 1          |
| Italia (FIMI)                       | 2          |
| Nueva Zelanda (Recorded Music NZ)   | 4          |
| Noruega (VG-lista)                  | 1          |
| Portugal (AFP)                      | 8          |
| Suecia (Sverigetopplistan)          | 1          |
| Suiza (Schweizer Hitparade)         | 1          |
| UK Albums (OCC)                     | 1          |
| US Billboard 200                    | 1          |
| US Top R&B/Hip-Hop Albums           | 1          |